# 천자
천자(天子)는 하늘의 아들이라는 뜻을 지닌 단어로, 황제의 별칭이다.

## 중국
현재는 천자가 황제와 사실상 똑같은 호칭이고 실제로 황제가 곧 천자로 간주되는 기간이 길었지만 황제는 진시황이 새로 만든 지위였고 중국 역사상 한족이 그들의 군주를 톈쯔(天子, 천자)로 부른 것은 상당히 오래된 일인데, 기록에는 기원전 1000년 경에 이미 주(周)의 국왕을 천자라 불렀다. 즉 천자는 그 이전에도 계속 존재했다. 일단 진 시황제 이전에는 왕(王)이 본래 천자의 칭호였으며 오직 주나라 천자만이 왕이었고, 나머지 제후들은 공(公), 후(侯) 등을 칭했다. 춘추오패가 그 예시. 그러나 중국 기준 이민족이던 초나라의 초무왕이 먼저 주나라와 동일한 왕을 자칭하고 나중엔 고조선도 칭왕했다. 결국 춘추전국시대에 들어 주나라 천자의 권위가 약해지면서 제후들이 너도나도 칭왕하면서 왕이란 칭호가 너무 흔해져버렸고 이에 전국을 통일한 진시황이 차별화되는 칭호를 새로 만들어낸 것이 황제였다. 
진 시황제 이후에는 '황제(皇帝)의 칭호'와 같이 쓰이게 되었다. 상나라(商), 주나라(周) 시대의 천자의 정치적 호칭은 왕이었으나 전국시대에 이르러서는 부용국을 제외한 거의 모든 나라들이 왕을 자칭함에 따라 진시황이 지난 육국(초나라, 오나라, 월나라, 제나라, 연나라, 한나라, 위나라, 조나라)과 같은 호칭에 불쾌하여 3황의 황과 5제의 제를 붙여 황제를 칭하면서, 결국 천자는 진 시황제 시절의 중반기에서부터는 잠시 쓰이지 않다가, 초 의제(楚 義帝)가 제위에 오를 때 부활하여, 뒷날 전한 고제가 스스로 제위에 오르면서 황제를 천자라 부른 이후 완전히 정착되었다. 그로부터 현재까지 천자는 왕이 아닌 황제를 지칭하는 말로 바뀌었다.

## 한국
고구려의 경우, 광개토왕릉비문에서 광개토왕을 영락태왕(太王)이라 부르고 '태왕의 업적은 황천에 달하며 위력은 사해에 떨쳤다'(太王恩澤皇天威武四海)라고 하여 천손의 국가를 칭한 바 있으며, 함경북도 오매리 절터에서 발견된 고구려 금동판에서도 자신들의 임금을 천손(天孫, 하늘의 자손)이라 일컫은 기록이 있다. 1897년 대한제국이 선포된 후 황제라는 칭호가 잠시나마 쓰였다.

## 베트남
베트남 역사상 킨족이 그들의 군주를 천자로 부른 것은 오래된 일인데, 기록상으로는 968년 딘 왕조때부터 응우옌 왕조때까지 황제의 별호로 쓰였다. 하지만 베트남의 역대 황조는 중국에 대해서 외왕내제 체제를 유지하였다.

## 일본
일본은 672년 덴무 천황이 원래 칭호인 대왕(오키미)에서 천황이라 스스로 개칭한 후, 군주를 천자로 인식하였다.

## 같이 보기
- 황제